# Maurice Tourneur
Maurice Tourneur (ur. 2 lutego 1873 w Paryżu, zm. 4 sierpnia 1961 tamże) – francuski scenarzysta, reżyser i producent filmowy.

## Filmografia
scenarzysta
- 1913: Les Gaitès I'escadron
- 1916: The Closed Road
- 1929: Okręt straceńców
- 1933: Lidoire

reżyser
- 1913: Le Systéme du docteur Goudron et du professeur Plume
- 1916: Pawn of Fate
- 1917: Małe bogate biedactwo
- 1917: The Pride of the Clan
- 1918: The Blue Bird
- 1919: Victory
- 1923: Zazdrośni mężowie
- 1938: Katia, błękitny demon cara Aleksandra
- 1942: Mam’zelle Bonaparte
- 1948: Aniołowie w ślepym zaułku

producent
- 1916: The Closed Road
- 1920: Ostatni Mohikanin
- 1923: Wyspa straconych statków
- 1931: Białe i czarne

## Wyróżnienia
Posiada swoją gwiazdę na Hollywoodzkiej Alei Gwiazd.